# Roy Boudreau
Pour les articles homonymes, voir Boudreau.
Roy Boudreau, né le 24 octobre 1946 et mort le 29 septembre 2023, est un ancien enseignant, un réserviste et un homme politique canadien, anciennement député libéral de Campbellton—Restigouche-Centre à l'Assemblée législative du Nouveau-Brunswick ainsi que Président de l'Assemblée législative.

## Biographie
Roy Boudreau est né le 24 octobre 1946 à Campbellton, au Nouveau-Brunswick. Il étudie à l'Académie Assomption de Campbellton puis à l'École normale du Nouveau-Brunswick et finalement à l'Université de Moncton, où il obtient deux baccalauréat en enseignement et un C.G.P. Son épouse se nomme Paulette Lurette et le couple a une fille, Marie-Josée.
Il passe 33 ans comme enseignant, directeur-adjoint, directeur, président du conseil local des enseignants et représentant provincial au sous-comité de l’audiovisuel. En tant que capitaine qualifié et récipiendaire de la Décoration des Forces canadiennes, il est commandant du corps de cadets de Campbellton, commandant de la compagnie C de Campbellton, unité de milice du RNBR(NS), officier de transport des unités de la Réserve de l’Armée du RNBR(NS) de Campbellton, de Bathurst et de Miramichi.
Il est élu député de Campbellton—Restigouche-Centre à l'Assemblée législative du Nouveau-Brunswick le 18 septembre 2006, lors de la 56e élection générale, en tant que libéral. Il est ensuite nommé vice-président de l'Asemblée législative et participe au Comité des corporations de la Couronne, au Comité des projets de loi d’intérêt privé, au Comité de la procédure, au Comité des privilèges et au Comité d’administration de l’Assemblée législative. Il est élu président de l'Assemblée législative le 27 novembre 2007. Il préside alors le Comité d’administration de l’Assemblée législative.
Il est candidat à sa succession lors de la 57e élection générale, qui se tient le 27 septembre 2010, mais n'est pas réélu.
Il est conseiller municipal à Campbellton durant plusieurs années, où il est responsable des sports et des loisirs.
Roy Boudreau et impliqué dans sa communauté. Il est président du comité de gestion du conseil paroissial de Notre-Damedes-Neiges, membre du conseil d’administration ainsi que du comité de gestion des Jeux du Canada d'hiver 2003, membre du conseil d’administration et président du conseil de gestion du Centre civique de Campbellton. Il est aussi membre de l'Institut national canadien pour les aveugles et impliqué dans le Centre des Jeunes de Campbellton.